# Canhão de Gauss

Diagrama simplificado de um canhão magnético de múltiplos estágios com três estágios, um cano, e um projétil ferromagnético

Um canhão de Gauss ou canhão eletromagnético é um tipo de acelerador de projétil que consiste em uma ou mais espiras usadas como eletroímãs na configuração de um motor linear de indução que acelera um projétil ferromagnético ou condutor a altas velocidades. Em quase todas as configurações de canhões magnéticos as espiras e o cano da arma são organizadas em um mesmo eixo. O nome Canhão de Gauss é também usado para designar tais aparatos em referência a Carl Friedrich Gauss, quem primeiro formulou descrições matemáticas sobre o efeito  magnético acelerador usado pelos canhões magnéticos.
Canhões magnéticos geralmente consistem de uma ou mais espiras localizadas ao logo do cano, assim o trajeto do projétil em aceleração permanece entre os eixos centrais das espiras. As espiras são alternadas em ligadas e desligadas em uma precisa sequência de tempos, de modo que o projétil seja acelerado rapidamente pelo cano através das forças magnéticas. Enquanto alguns conceitos de canhões magnéticos usam projéteis ferromagnéticos ou mesmo projéteis de imãs permanentes a maioria dos designs para altas velocidades incorporam uma espira acoplada ao projétil, como parte dele. O primeiro canhão magnético operacional foi desenvolvido e patenteado pelo físico  norueguês Kristian Birkeland.